# Meliboeus ruandensis
Meliboeus ruandensis es una especie de escarabajo del género Meliboeus, familia Buprestidae. Fue descrita científicamente por Théry en 1940.